# Іван Мештрович
Іван Мештрович (вимоваⓘ), (хорв. Ivan Meštrović; 15 серпня 1883, Врполє, Королівство Хорватія і Славонія, Австро-Угорщина, нині Хорватія — 16 січня 1962, Саут-Бенд, Індіана, США) — хорватський і американський (за громадянством) скульптор і архітектор.

## З життя і творчості
Іван Мештрович народився 15 серпня 1883 року в Славонії у невеликому селищі Врполє неподалік від Джаково у родині потомствених каменотесів.
З дитинства вирізнявся великими художніми здібностями, у 1901-1905 роках навчався у Відні, в Академії мистецтв. Замолоду займався також живописом, проте потім зосередився на скульптурі, головним чином, на портретній.
Після закінчення навчання жив спершу в Італії, потім у Парижі, де познайомився з Огюстом Роденом, який високо оцінив талант молодого скульптора.

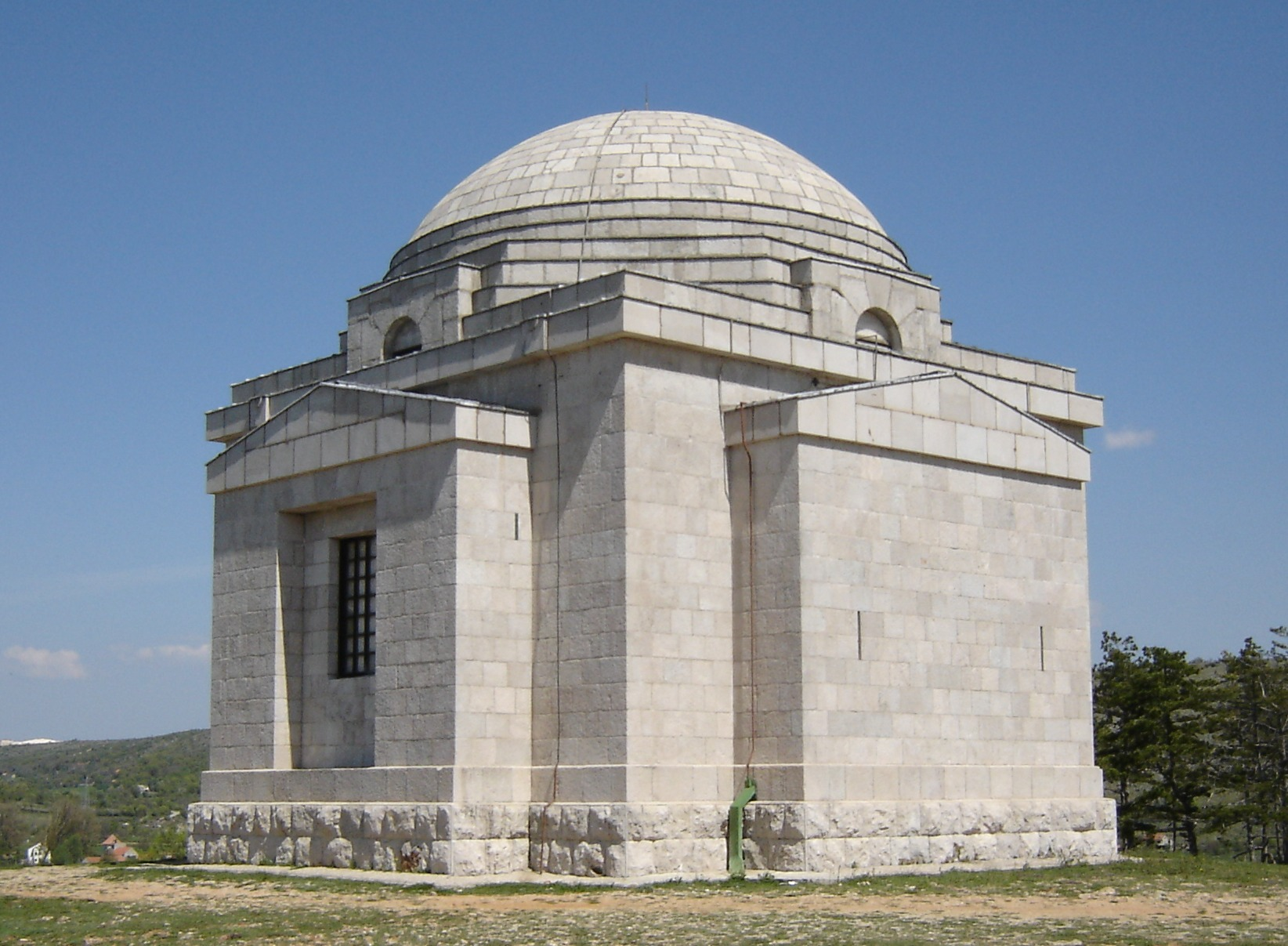
Мавзолей Мештровича

Після закінчення першої світової війни повернувся на батьківщину. На 1920—30-і роки припав пік творчої активності Мештровича, у цей час він створив більшу частину своїх знаменитих скульптур.
Після початку Другої світової війни був заарештований усташами, однак за сприяння Ватикану його звільнили, і він зміг виїхати до Швейцарії.
Після війни переїхав до США. У 1954 у отримав американське громадянство. Викладав в американських університетах. Похований на батьківщині, у мавзолеї, проект якого Мештрович створив сам, у селі Отавіце неподалік від Дрниша.
Свій будинок у Спліті і всі роботи, які там знаходились, автор у 1952 році заповідав Югославській Республіці. У теперішній час тут функціонує музей видатного скульптора і архітектора.

## Роботи
Найвідоміші твори Мештровича:
Пам'ятники:
- пам'ятник Гргуру Нінському, Спліт;
- пам'ятник Йосипу Юраю Штроссмаєру, Загреб;
- Монумент Невідомому герою на горі Авала, Белград;
- Монумент перемоги у фортеці Калемегдан, Белград;
- пам'ятник Светозару Милетичу, Новий Сад;
- пам'ятник Петру II Петровичу Негошу, Ловчен (Чорногорія);
- пам'ятники Ніколі Теслі у Белграді та Загребі;
- пам'ятник Марку Маруличу, Спліт;
- скульптура «Історія хорватів», Народний музей, Белград (копія перед будівлею Загребського університету);
- фонтан «Джерело життя» біля Хорватського національного театру в Загребі;
- Статуї лучника і списометальника (відомі як «Індіанці») у Гранд-парку, Чикаго (США).

Будівлі:
- Каштелет, перебудована Мештровичем старовинна садиба, Каштела;
- Мавзолей Негоша на горі Ловчен, Чорногорія;
- Мавзолей Мештровича, Отавіце;
- Мавзолей родини Рачич, Цавтат.